# Gift o' Gab
Gift o' Gab è un film muto del 1917 diretto da W. S. Van Dyke e prodotto dalla Essanay di Chicago. La sceneggiatura di H. Tipton Steck si basa su un suo racconto dallo stesso titolo pubblicato su Ainslee's Magazine.

## Trama
Tom Bain si rende conto che non gli basterà la sua bravura di calciatore per mantenere Peggy, la ragazza di cui è innamorato, sorella di un suo compagno di università. Andando in giro con il treno, a Tom viene l'idea d'inventare una macchina che serve a fare i tunnel. Si presenta con il suo progetto e, con la sua parlantina, riesce a vendere la macchina che, però, si rivela un flop. Il presidente della ferrovia è però così impressionato dall'abilità di venditore del giovanotto che gli offre un lavoro. Tom, finalmente, è in grado di sposare l'amata Peggy.

## Produzione
Il film fu prodotto dalla Essanay Film Manufacturing Company e dalla Perfection Pictures.

## Distribuzione
Distribuito dalla George Kleine System, il film uscì nelle sale cinematografiche USA il 26 novembre 1917.